# Церква Санто-Стефано
Церква Санто-Стефано (італ. Santo Stefano) — церква у Венеції, розташована в районі Сан-Марко. Знаходиться в північній частині площі Санто-Стефано.
Була зведена в XIII столітті для ченців-відлюдників ордена Святого Августина. Перебудовувалася в XIV і в XV століттях, коли з'явились різьблений готичний портал і дах у вигляді кіля судна. Церква виконана в готичному стилі, має три апсиди. У 1544 році верхня секція 60-метрової дзвіниці впала після удару блискавки, пошкодивши сусідні будівлі. Дзвіниця відновлена пізніше, в наш час[коли?] має характерний нахил.
За перші 250 років своєї історії церкву шість разів секуляризовували через кров яка проливалася в її стінах.

## Твори мистецтва

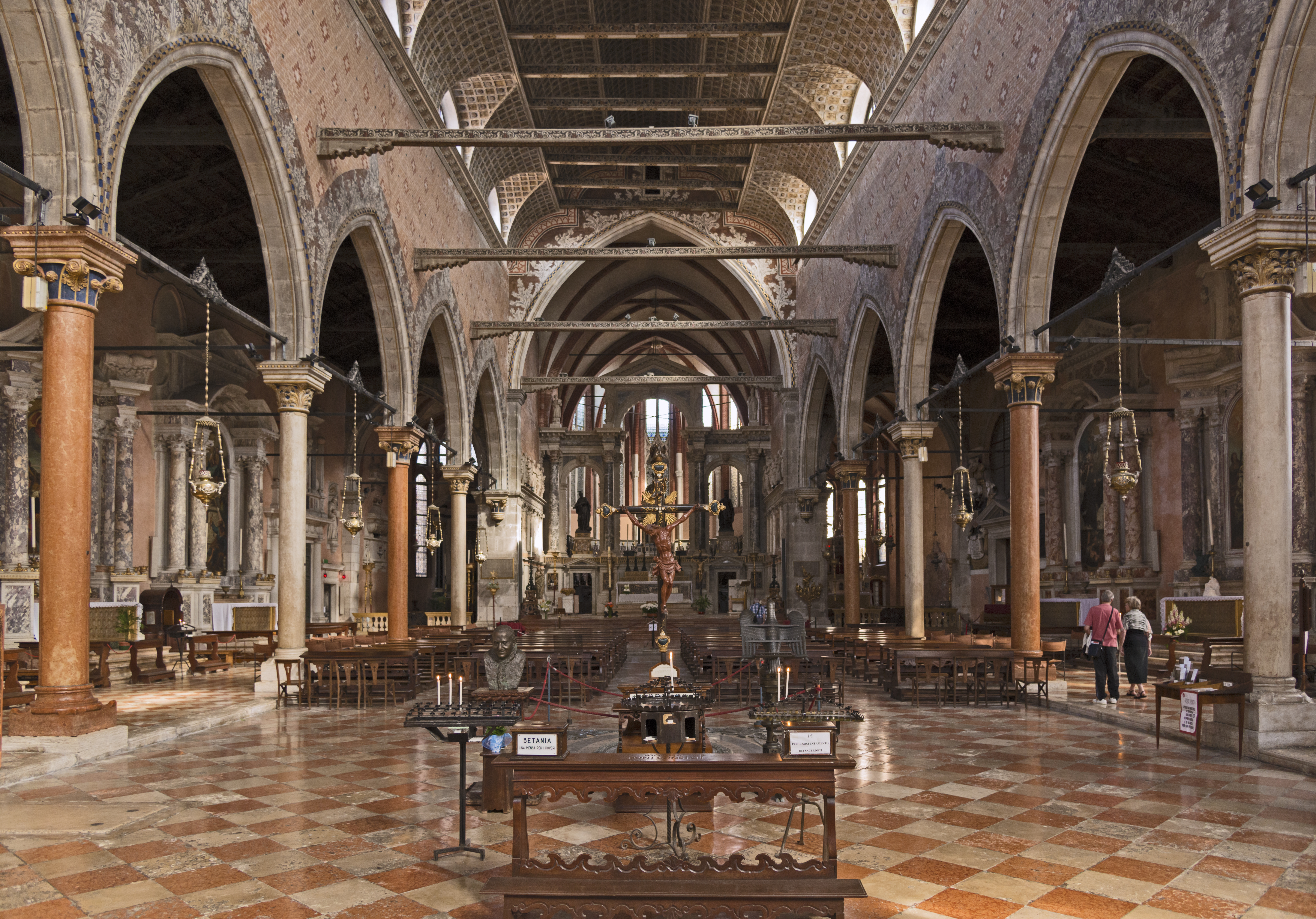
Дерев'яна стеля церкви нагадує перегорнутий корпус корабля.

- Антоніо Канова (стела у баптистерії присвячена Джованні Фал'єр)
- П'єтро Ломбардо (гробниця Джакомо Суріана)
- Тулліо Ломбардо (фрагменти оздоблення церкви)
- Тінторетто (Моління про чашу, Таємна вечеря, Обмивання ніг)
- Паоло Венеціано (Розп'яття)
- Бартоломео Віваріні (Святий Лаврентій)

Різьблений готичний портал виконаний Бартоломео Боном.

## Надгробні пам'ятники
- Дож Андреа Контаріні
- Джованні Фал'єр
- Франческо Морозіні
- Джакомо Суріан
- Джованні Габрієлі